# 비아위스토크-민스크 전투
비아위스토크-민스크 전투(영어: Battle of Białystok–Minsk, 독일어: Kesselschlacht bei Białystok und Minsk, 러시아어: Белостокско-Минское сражение)는 독일 중앙 집단군이 바르바로사 작전 중 6월 22일부터 7월 3일까지 소련 국경에서 발발한 전투이다. 이 전투의 목표는 민스크 주변에 소련군을 포위시키는 것으로 달성했다. 모든 소련군의 반격은 실패했으며 수비에 실패하여 독일 국방군은 많은 포로를 거머쥐고, 일부는 독일군의 신속한 진격 속도로 소련군을 물리치고 소련과의 전쟁에서 승리했다고도 주장했다.

## 서막
육군 원수 페도르 폰 보크는, 중앙 집단군에게 폴란드 동부를 따라 비아위스토크 - 민스크 - 스몰렌스크으로의 진격을 명령했다. 집단군에는 9 군과 4 군이 포함되어 있었다. 기갑군에는 호트의 3 기갑군과 구데리안의 2 기갑 집단이 있었다. 두 보병군은 33개 사단과 9개 기갑 사단, 6개 기계화 사단, 1개의 기병 사단이 있었다. 중앙 집단군은 2 항공대에게 근접항공지원이 가능했다.
중앙 집단군은 디미트리 파블로프 휘하의 소련 서부 전선군과 마주쳤다. 서부 전선군은 국경을 따라 제 3군, 4 군, 10 군이 포함되어 있었다. 13 군은 스타브카의 고위 지휘소에 배치되어 있었다. 모두 포함하여, 소련의 서부 전선군은 25개 소총 및 기병 사단, 13개의 기갑 사단과 7개의 기계화 사단이 있었다.
붉은 군대는 벨라루스에서는 독일의 공격에 적극적으로 대응하며, 독일 점령하의 폴란드로 진격한다는 작전이었으나, 이것은 1939년 소련 하의 폴란드 경계로 배치되며 측면 공격에 취약했다. 이 중, 돌출부에서는 독일과 소련 양쪽 모두 양면 공격 작전이 가능했다. 이에 독일 육군 최고 사령부는 중앙에 비아위스토크와 나바흐루다크, 민스크 서부에서 소련군에 대한 포위 공격을 성공시킨다.

## 전투 서열

### 소련
- 서부 집단군 - 사령관:육군 장군 디미트리 파블로프, 작전 책임자 이반 V. 볼딘
  - 3 군 - 바실리 쿠즈네토프
  - 4 군
    - (6 소총 사단을 포함)

  - 10 군 - K. D. 골루베브
    - (6 기계화군을 포함[4])

  - 제2단계 (미형성)
    - 13 군 - 대위 F. N. 레메조프

### 독일
- 중앙 집단군(독일어: Heeresgruppe Mitte)
  - 2 군 - 상급대장 막시밀리안 폰 바이흐스
  - 4 군 - 상급대장 귄터 폰 클루게
    - 7 육군 군단 - 포병대장 빌헬름 파름바허
    - 9 육군 군단 - 보병대장 헤르만 가이어
    - 12 육군 군단 - 보병대장 발터 슈로스
    - 13 육군 군단 - 보병대장 한스 펠더
    - 35 군단
    - 43 군단 - 상급대장 고르하르트 하인리치
    - 53 군단 - 보병대장 칼 웨센베르거
    - 286 예비 사단 - 중장 쿠르트 뮐러

  - 9 군 - 상급대장 아돌프 스투라우스
    - 2 육군 군단 - 보병대장 발터 폰 브록드로프-알레페리트
    - 5 육군 군단 - 상급대장 리차드 루오프
    - 6 육군 군단 - 정찰대장 오토-빌헬름 푀르스테르
    - 8 육군 군단 - 상급대장 발터 헤이츠

  - 제2 기갑군 - 상급대장 하인츠 구데리안
    - 26 기갑군 - 전차대장 레오 프레이헤르 가이르 폰 슈베펜부르크
    - 46 기갑군 - 장군 하인리히 폰 피팅호프
    - 47 기갑군
    - 1 기병 사단 - 중장 오토 매게르
    - 10 보병 사단 (기계화) - 중장 프리드리히-빌헬름 폰 로에퍼

  - 3 기갑군 - 상급대장 헤르만 호트
    - 39 육군 군단 - 상급대장 루돌프 슈미트
    - 57 육군 군단 - 전차대장 아돌프-프리드리히 쿤첸

### 탱크
1941년 6월 22일, 소련 서부 전선 전역에서 탱크는 다음과 같았다.
| 독일군 군단             | 독일군 사단                | 총 독일군 탱크 | 37mm 주포의 탱크 (38(t) 전차와 3호 전차 포함) | 50mm 이상의 주포 탱크 (3호 전차와 4호 전차 포함) |
| ----------------------- | -------------------------- | -------------- | --------------------------------------------- | ------------------------------------------------ |
| 36 기갑 군단 (독일)     | 7 기갑 사단, 20 기갑 사단  | 494대          | 288대                                         | 61대                                             |
| 57 기갑 군단 (독일)     | 12 기갑 사단, 19 기갑 사단 | 448대          | 219대                                         | 60대                                             |
| 47 기갑 군단 (독일)     | 17 기갑 사단, 18 기갑 사단 | 420대          | 99대                                          | 187대                                            |
| 46 기갑 군단 (독일)     | 10 기갑 사단               | 182대          | 0대                                           | 125대                                            |
| 26 기갑 군단 (독일)     | 3 기갑 사단, 4 기갑 사단   | 392대          | 60대                                          | 207대                                            |
| 기타 중앙 집단군의 병력 | 기타 중앙 집단군의 병력    | 0대            | 0대                                           | 0대                                              |
| 전체                    |                            | 1936대         | 666대                                         | 640대                                            |

| 소련군 군단               | 소련군 사단                                              | 총 소련군 탱크 | T-34와 KV 전차 수 |
| ------------------------- | -------------------------------------------------------- | -------------- | ----------------- |
| 11 기계화 군단 (소련)     | 29 기계화 사단, 33 기계화 사단, 204 기계화 사단          | 414대          | 20대              |
| 6 기계화 군단 (소련)      | 4 기계화 사단, 7 기계화 사단, 29 기계화 사단             | 1131대         | 452대             |
| 13 기계화 군단 (소련)     | 25 기계화 사단, 31 기계화 사단, 208 기계화 사단          | 282대          | 0대               |
| 14 기계화 군단 (소련)     | 22 기계화 사단, 30 기계화 사단, 205 기계화 사단          | 518대          | 0대               |
| 7 기계화 군단 (소련)      | 14 기계화 사단, 18 기계화 사단, 1 기계화 사단            | 959대          | 103대             |
| 5 기계화 군단 (소련)      | 13 기계화 사단, 17 기계화 사단, (109 기계화 사단 비포함) | 861대          | 17대              |
| 17 기계화 군단 (소련)     | (완전히 형성되지 않음)                                   | 63대           | 없음              |
| 20 기계화 군단 (소련)     | (완전히 형성되지 않음)                                   | 94대           | 없음              |
| (독립 사단)               | 57 사단                                                  | 200대          | 0대               |
| 다양한 다른 병력들의 탱크 | 소총 사단 등.                                            | 포함되지 않음  | -                 |
| 전체                      |                                                          | 4522대         | 592대             |

## 작전

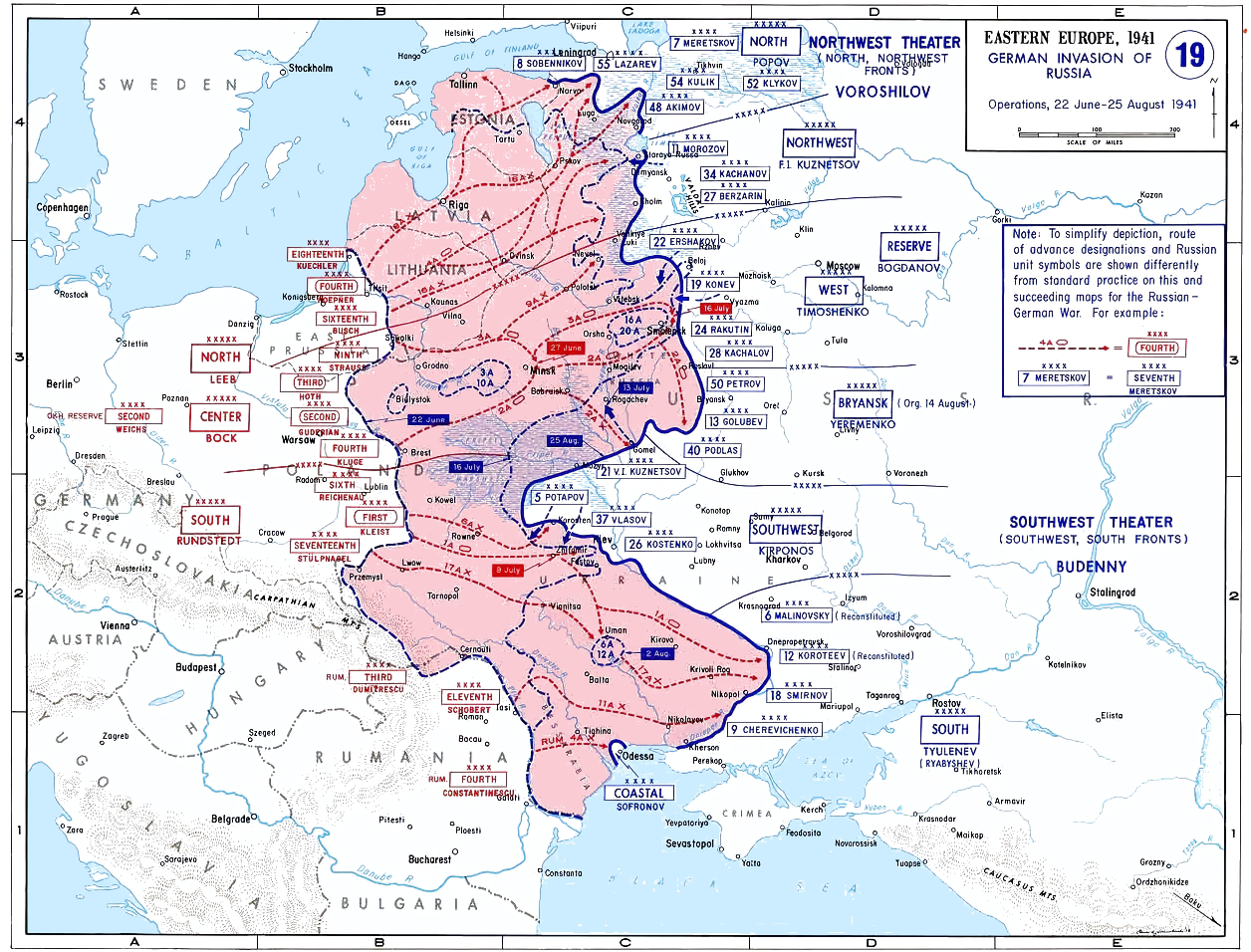
9월 1일, 각군의 배치도

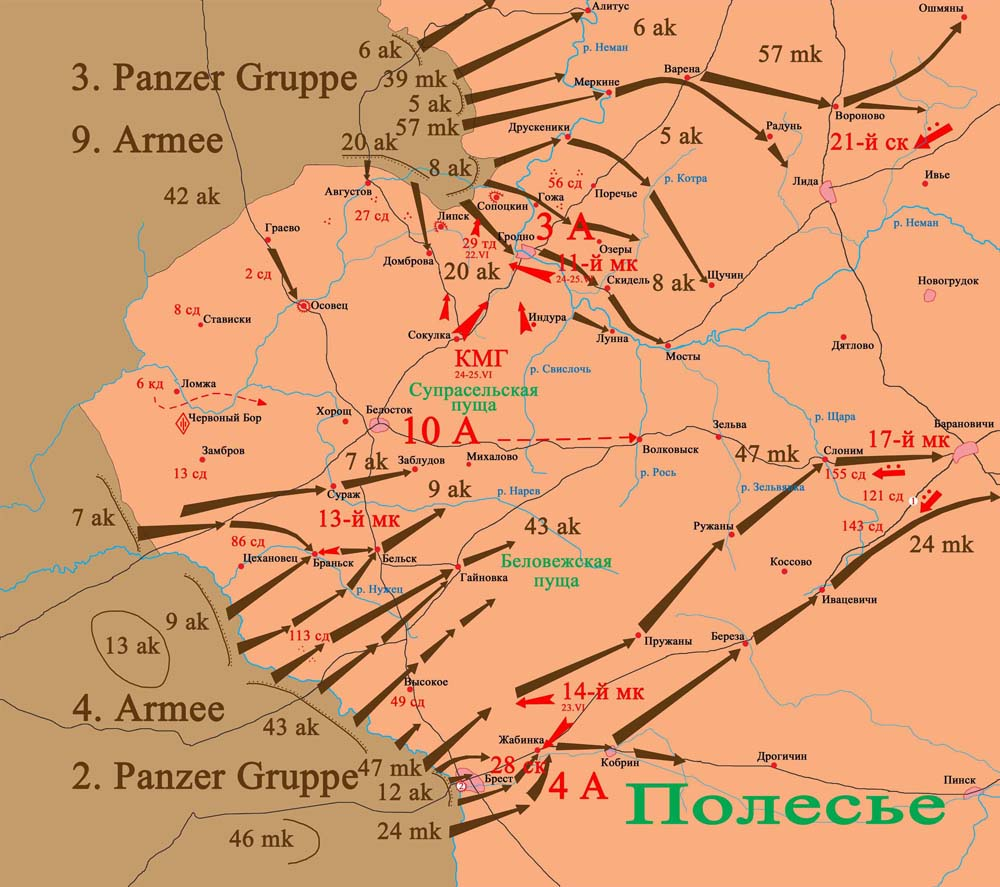
1941년 6월 22일~25일 바일리스토크 전투의 공세도.

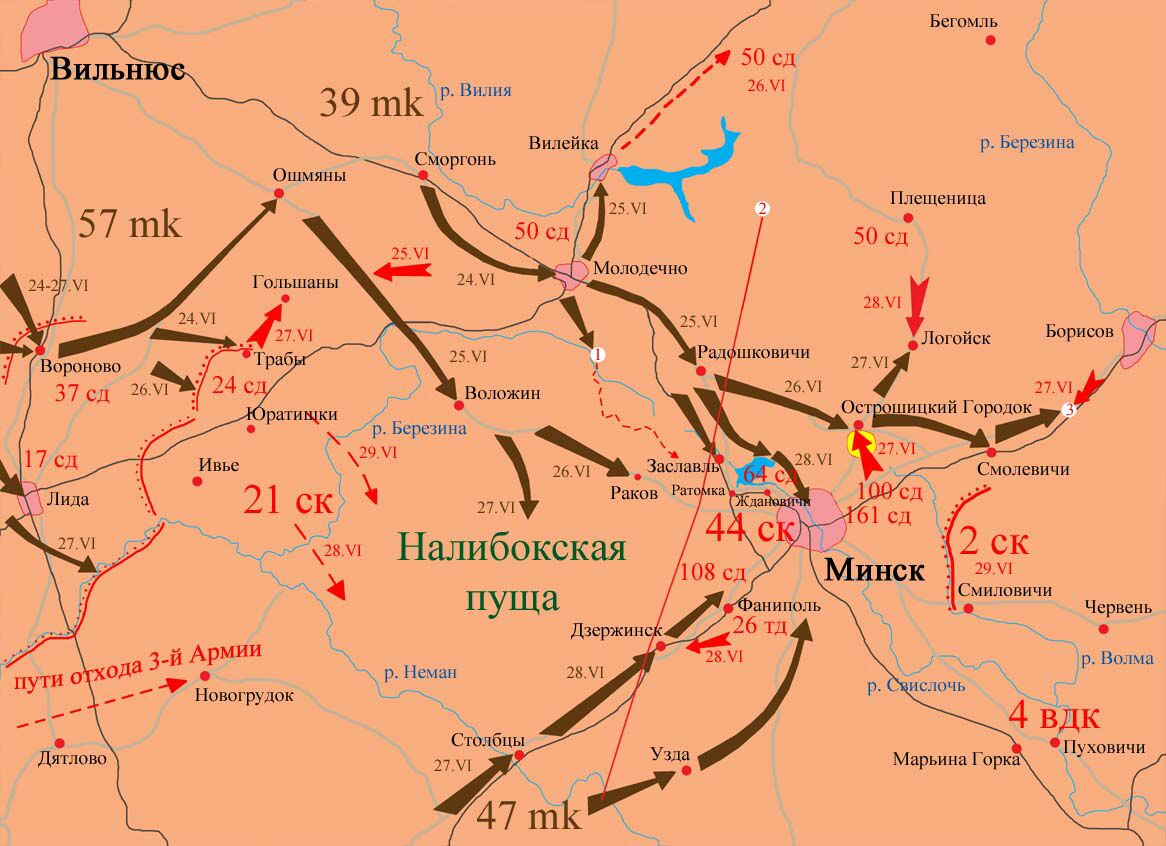
1941년 6월 25일~28일의 공세도.

붉은 군대가 모여 있는 비아위스토크는 독일 OKH 계획에 중요했었다. 비아위스토크를 넘으면, 민스크-모스크바로 이어지는 전략적인 철도 교차점과 모스크바의 주요 통신망, 방어선이 위치했다.
또한, 독일은 북서부 전선에서 11 군을 사로잡았다. 북쪽에서는, 3 기갑군이 11 군을 북서부에서 끊는 공격을 하고 네만강을 도하했다. 2 기갑군은, 6월 23일에 부크강을 도하하며 소련 영토에서 60km를 전진했다. 기갑군들의 목표는 민스크를 동쪽에서 포위하여 소련군의 철수를 막는 것이었다. 기갑군은 비아위스토크 근방에서 9 군과 4 군을 포위하기 시작했다. 6월 23일에는, 소련 10 군은 전쟁 전의 계획에 따라 반격을 시도했으나 목표 달성에 실패했다. 6월 24일, 파블로프 장군이 자신의 작전 요원에게 11 기계화 군단, 6 기계화 군단, 6 기병 군단에게 흐로드나에서의 반격을 시도하여 비아위스토크의 포위를 막으려고 했다. 이 공격은 막대한 피해와 함께 실패하나, 일부 군단은 민스크의 포위에서 벗어날 수 있었다.
6월 25일 저녁, 독일 47 기갑 군단은 슬로님과 비아위스토크 사이를 끊고, 파블로프는 슬로님 근방의 포위를 막기 위해 사차하라 강으로의 후퇴를 명령한다. 대부분의 전술로는 독일군을 막을 수 없었으며, 탈출하는 사람들은 중장비를 버리고 도보로 탈출했다. 이것으로 인해 민스크 남쪽으로의 진격로가 열렸다.
침공 5일 후인 6월 27일, 구데리안의 2 기갑군과 호트의 3 기갑군은 민스크 동쪽으로 포위했다. 기갑군들은 모스크바로부터 321km 앞으로 3분의 1을 진격했다. 그것은 놀라운 성취였다. 6월 28일 4, 9 독일군은 비아위스토크의 10 군을 포위한 작은 포위망과 나바후르다크의 3, 13 군을 포위한 큰 포위망을 만들었다. 궁극적으로, 17일만에 소련은 서부군의 625,000명에서 420,000명을 잃었다. 6월 26일, 벨라루스의 수도인 민스크는 독일 국방군이 점령했다.
소련의 4 공수 군단과 20 기계화 군단의 두 번째 반격은 실패할 뿐 아니라 포위망을 뚫지 못하여 6월 30일에는 완전히 포위되었다.
독일군은 3 군과 13 군의 대부분을 포위했으며 대부분 항복했고, 나중에는 3 군, 4 군의 일부 등 총 20개 사단을 붕괴시키고 4 군의 나머지 병력은 베레지나 강 동부로 후퇴했다.
루프트바페의 루프트플로테 2는 소련 서부 항공대를 파괴했다. 1669기의 소련 항공기가 파괴되고, 독일 공군은 276기가 파괴되고 208기가 손상을 입었다. 전투 일주일 후, 루프트플로테 1, 루프트플로테 2, 루프트플로테 4의 수리중인 항공기는 906기로 감소했다.

## 결과

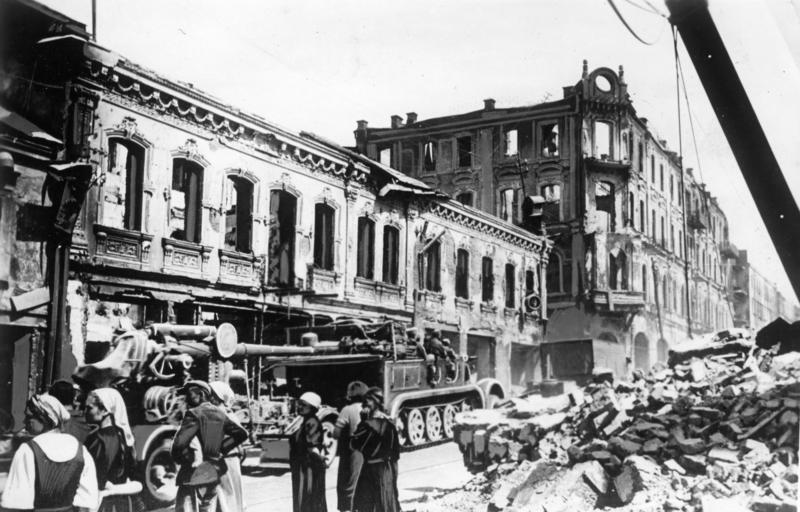
1941년 7월, 민스크의 폐허.

거대한 포위망에 갇힌 소련 병사들은 전투를 계속하며, 높은 독일군의 사망자가 나왔다. 많은 소련군이 포위 과정에서 독일 보병의 부족한 차량들로 인해 탈출하게 되었다.
폴란드 국립 메모리얼 연구소는, 소련군은 철수 중 비아위스토크 지역의 주민들에 대해 전쟁 범죄를 저질렀다고 주장하며, 이는 분대 내에서 실행되었다.
결론적으로, 290,000명의 소련군이 포로가 되고, 2,500대의 탱크와 1,500개의 총이 파괴되었지만 250,000명의 병사가 탈출할 수 있었다. 그리고, 포로가 된 병사들의 대부분은 소련 포로에 대한 나치 독일의 범죄에 의해 사망한다.
독일 국방군은 빠르게 동쪽으로 전진하며 스몰랜스크도 점령하고, 모스크바까지의 공격까지 계획했다. 또한, 독일 국방군 최고 사령부에게 소련에 대한 전쟁은 몇 일 내로 승리할 것이라는 인상을 보였다. 이 성과에도 불구하고, 히틀러는 포위망을 막고 진격하는 보병을 기다리는 동안 거의 일주일 동안 진격을 정지하게 했다. 그들은 공세의 가속도가 약화될 것을 우려했다.
전선의 지휘관인 파블로프는 모스크바로 소환되었고, 전투 없이 방어만 하는 것의 "의도적인 혼란"이라고 보았다. 그는 곧 비겁함과 "직무 수행의 실패"를 받고 NKVD에 의해 사망했다. 또한, 그들의 가족은 연금되었다. 그들은 1956년에 "교화"되었다. 이에 대한 예외는 파블로프의 작전 요원인 이반 볼딘으로 침공 하루 전에 독일의 공세를 약간 차단하고 한달 반 후에 만명 이상의 병사들과 함께 소련에서 전투하였다.

## 참고 문헌
- Bergström, Christer (2007). Barbarossa - The Air Battle: July–December 1941. London: Chervron/Ian Allen. ISBN 978-1-85780-270-2.
- Ziemke, E.F. 'Moscow to Stalingrad'
- David M. Glantz; Jonathan M. House (1995). 《When Titans clashed: how the Red Army stopped Hitler》. University Press of Kansas.
- David M. Glantz (2001). 《Barbarossa: Hitler's invasion of Russia 1941》 1.udg.판. Stroud: Tempus. ISBN 0-7524-1979-X.
- The initial period of war on the Eastern Front, 22 June–August 1941 : proceedings of the Fourth Art of War Symposium, Garmisch, FRG, October 1987 / edited by David M. Glantz ISBN 0-7146-3375-5.
- Bryan I. Fugate and Lev Dvoretsky, Thunder on the Dnepr : Zhukov-Stalin and the defeat of Hitler's Blitzkrieg
- Geyer, H. Das IX. Armeekorps im Ostfeldzug